# Аррою-ду-Сал
Аррою-ду-Сал (порт. Arroio do Sal) — муниципалитет в Бразилии, входит в штат Риу-Гранди-ду-Сул. Составная часть мезорегиона Агломерация Порту-Алегри. Входит в экономико-статистический микрорегион Озориу. Население составляет 6646 человек на 2007 год. Занимает площадь 120,939 км². Плотность населения — 57,3 чел./км².

## История
Город основан 22 апреля 1988 года.

## Статистика
- Валовой внутренний продукт на 2003 год составляет 39.775.722,00 реалов (данные: Бразильский институт географии и статистики).
- Валовой внутренний продукт на душу населения на 2003 год составляет 6.446,63 реалов (данные: Бразильский институт географии и статистики).
- Индекс развития человеческого потенциала на 2000 год составляет 0,813 (данные: Программа развития ООН).